# ГЕС Shuānghékǒu
ГЕС Shuānghékǒu (双河口水电站) — гідроелектростанція на півдні Китаю у провінції Ґуйчжоу. Знаходячись між ГЕС Shàngjiānpō (вище по течії) та ГЕС Rǒnggè, входить до складу каскаду на річці Mengjiang, лівій притоці Hongshui (разом з Qian, Xun та Сі утворює основну течію річкової системи Сіцзян, котра завершується в затоці Південно-Китайського моря між Гуанчжоу та Гонконгом).
В межах проекту річку перекрили кам’яно-накидною греблею із бетонним облицюванням висотою 98 метрів, довжиною 372 метра та шириною по гребеню 11 метрів. Вона утримує водосховище з об’ємом 192,8 млн м3 та нормальним рівнем поверхні на позначками 580 метрів НРМ (під час повені рівень може зростати до 581,2 метра НРМ).
Зі сховища через тунель довжиною 0,35 км з діаметром 7,5 метра ресурс подається до розміщених у наземному машинному залі трьох турбін потужністю по 40 МВт. Вони використовують напір у 70 метрів та забезпечують виробництво 448 млн кВт-год електроенергії на рік.
Видача продукції відбувається по ЛЕП, розрахованій на роботу під напругою 110 кВ.